# Rannebergen Centrum
Rannebergen Centrum är ett torg i primärområdet Rannebergen i stadsdelen Angered i norra Göteborg. Torget byggdes 1974 och ritades av White Arkitektkontor AB. 1995 byggdes centrumet om.
Centrumet har bland annat pizzeria och kontor för hyresgästföreningen. Här finns också en simhall. Bohusleden och Vättlefjäll ligger på andra sidan gatan och det finns fina bad och fiskevatten i närheten.
Rannebergen Centrum ägs och förvaltas av Göteborgslokaler.